# Crassostrea
Genre
Crassostrea est un genre de mollusques bivalves comptant une vingtaine d'espèces communément dénommées « huîtres creuses » à l'instar de celles du genre Magallana, ces deux genres relevant de la sous-famille des Crassostreinae. Elles croissent fixées sur un substrat rocheux dans des eaux à faible taux de salinité et leurs larves sont zooplanctoniques.

## Caractéristiques

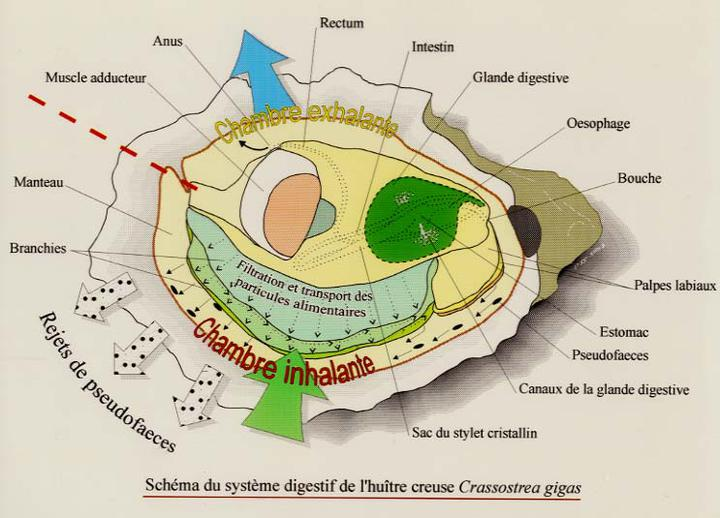
Schéma de l'anatomie de l'huître creuse.

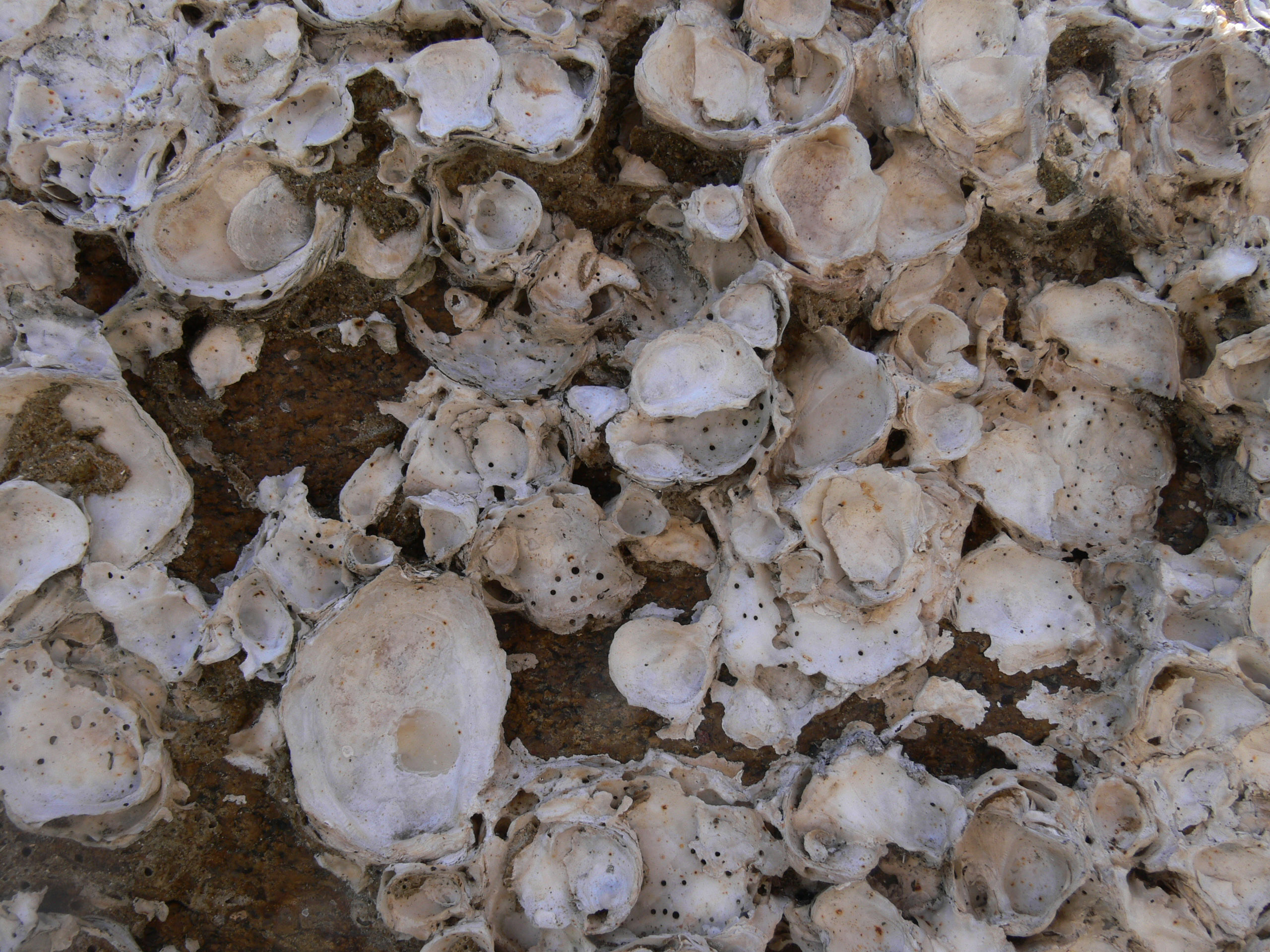
Début de structure récifale, détruite par la pêche à pied et des parasites ou maladies

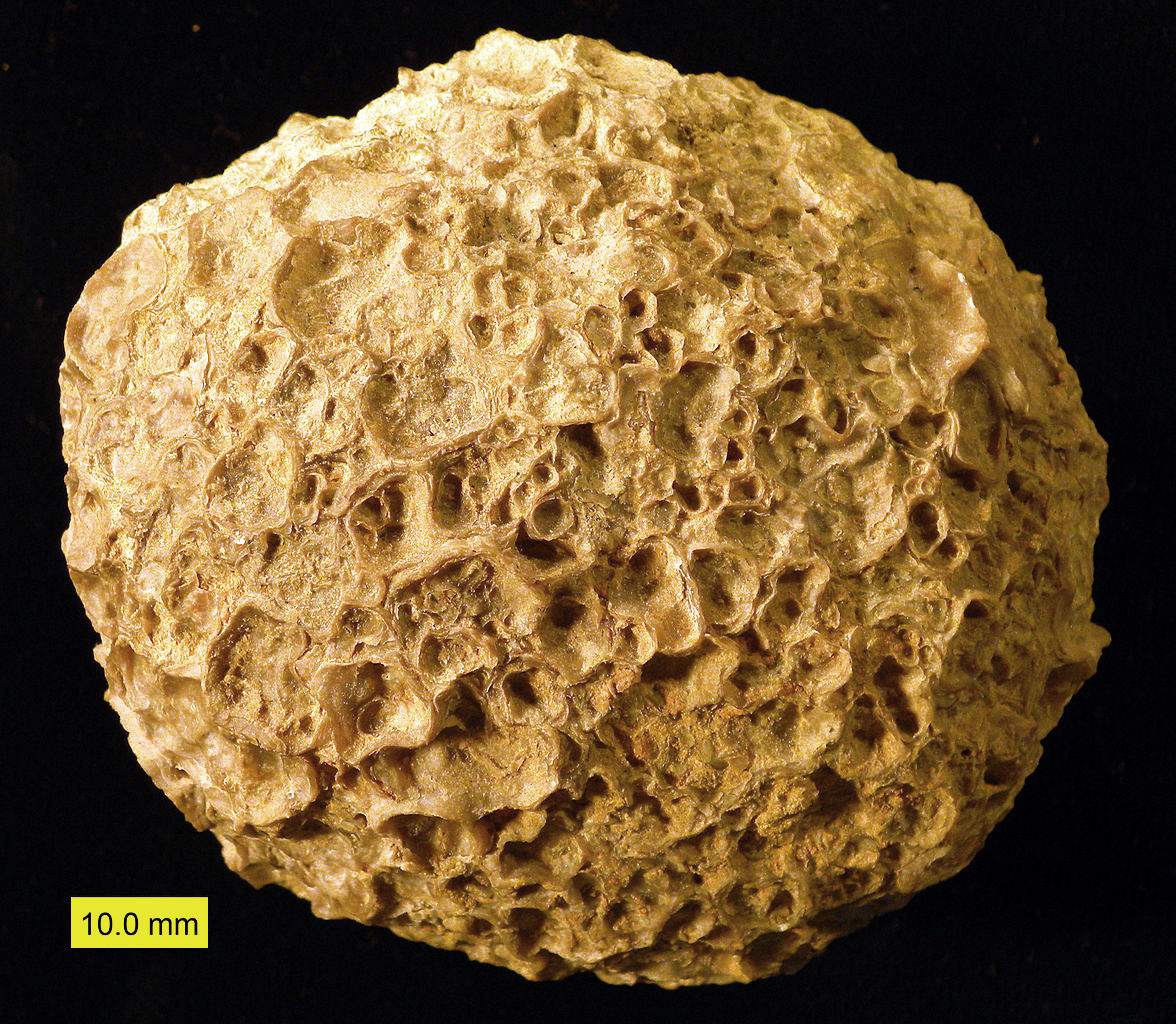
Structure "récifale" fossile, en boule, montrant bien comment la forme des coquilles peut chez l'huître - depuis longtemps - remarquablement bien épouser la forme des coquilles voisines (et inversement)

Les différentes espèces d'huîtres vivent généralement continuellement immergées, supportant périodiquement, pour certaines espèces des eaux saumâtres.

Leur corps est plutôt plat, protégé par des coquilles arrondies.
Coquilles : elles se distinguent de celles de la plupart des bivalves par un aspect très feuilleté, et par leur matière (elles sont constituées de calcite presque pure. C'est d'ailleurs une source de calcium bioassimilable qui a été utilisée par les éleveurs de volailles ou de bétail, ou l'industrie agroalimentaire, avec le risque d'ainsi importer certains métaux lourds, comme le plomb ou le cadmium, présents dans l'environnement de l'huître durant sa croissance, car ces espèces fixent particulièrement bien les métaux lourds (mieux que la plupart des autres coquillages) Les BCF (facteur de bioaccumulation) du cadmium, zinc et cuivre sont beaucoup plus élevés pour une huître telle que Magallana gigas que pour des espèces benthiques comme les coques Cerastoderma edule et les palourdes Ruditapes philippinarum (Baudrimont et al., 2005).). La coquille présente un peu d'argonite au point d'accroche du muscle (Comme les pétoncles, les huîtres ont un vrai muscle adducteur central, ce qui signifie que la coquille a une marque caractéristique centrale marquant son point d'attache).

La coquille peut prendre des formes très irrégulières en épousant les formes du substrat ou d'autres huitres qui croissent au même endroit.

## Reproduction
Les huîtres sauvages du genre Crassostrea vivent généralement dans la zone intertidale, le sperme et les œufs diffusent dans la mer et la fécondation se fait dans l'eau, sauf chez quelques espèces dites larvipares. Deux modes différents de reproduction (ovipares et larvipares) existent en effet chez les Ostreidae. Dans les deux cas les huîtres sont hermaphrodites, mais les espèces larvipares montrent une alternance de sexe chez chaque individu, tandis que les espèces ovipares sont hermaphrodites simultanés, avec la production de gamètes mâles (spermatozoïdes), soit femelles (ovules) selon les circonstances.

## Identification, génétique
L'identification des différentes espèces est généralement malaisée en raison d'une grande variabilité morphologique et de très importants transferts de populations : les espèces de Crassostrea font en effet presque toutes l'objet d'exploitations commerciales intenses, souvent depuis des époques reculées. Les apports récents de la phylogénie moléculaire permettent de faire peu à peu la lumière sur ces questions.

### Menaces (État, pressions, réponses...)
Les espèces de Crassostrea sont soumises à de nombreux stress, dont une forte eutrophisation, l'apport en mer de pesticides, la pollution marine, et la surpêche qui ont affaibli localement les populations sauvages et leur diversité génétique.
Des surmortalités, parfois très importantes sont régulièrement observées.

## Culture et consommation
Presque toutes les espèces de ce groupe sont comestibles, même si seulement une partie ont un réel intérêt culinaire, alimentaire et commercial, et font donc l'objet d'une culture à grande échelle.

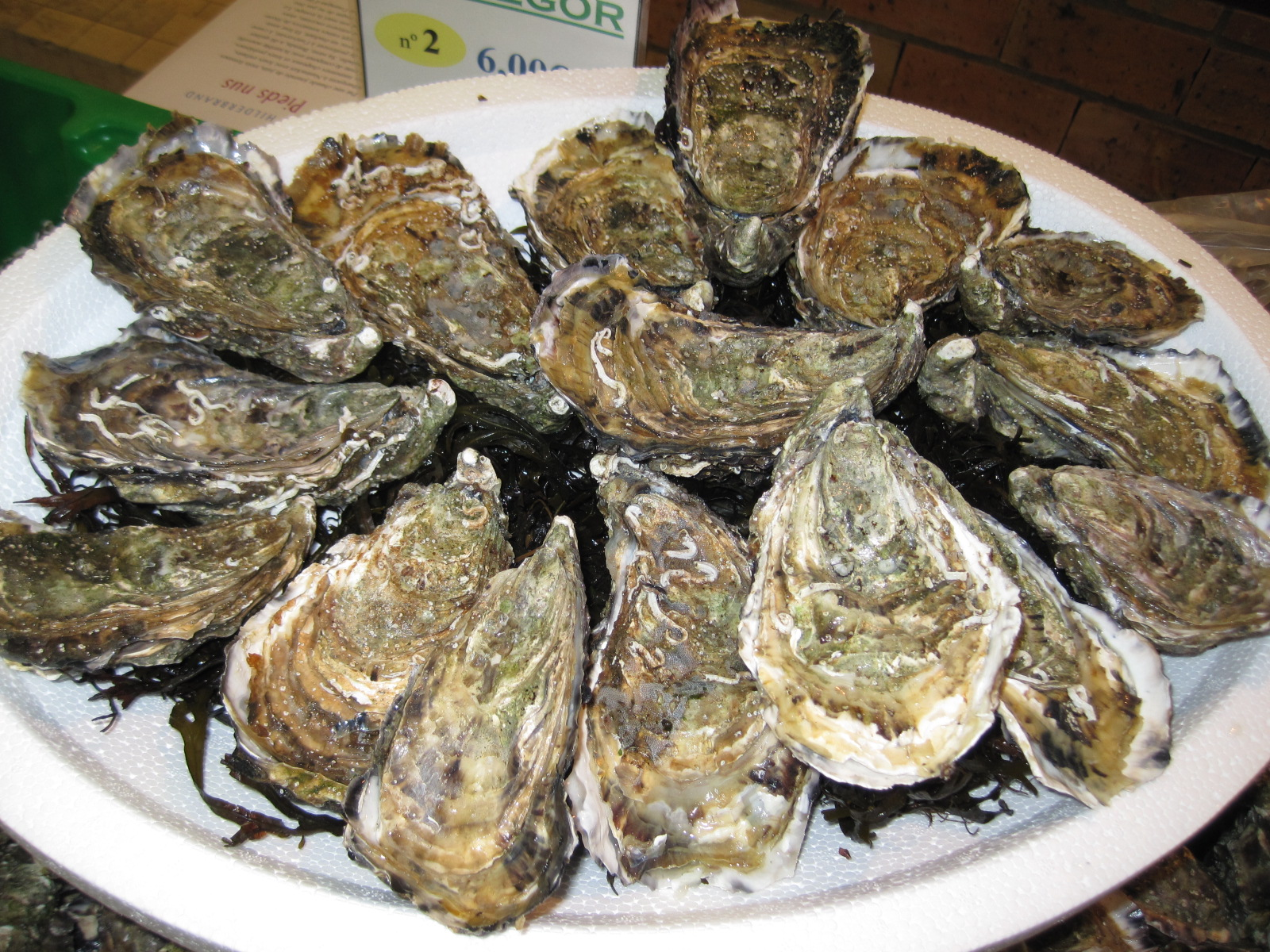
Assiette d'huîtres creuses (ou « japonaises » : Magallana gigas, ex-Crassostrea)
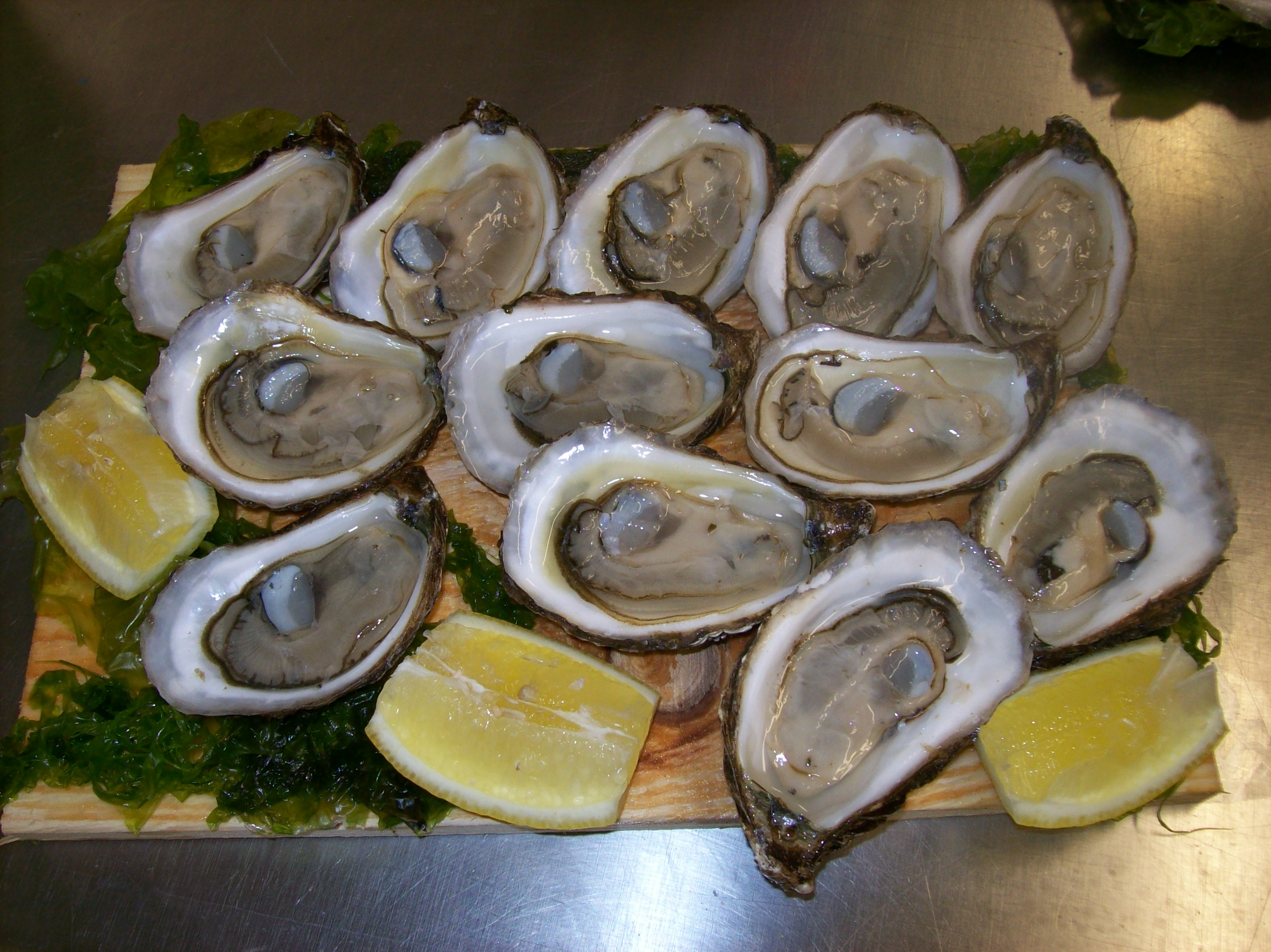
Assiette d'huîtres creuses de Virginie (Crassostrea virginica)
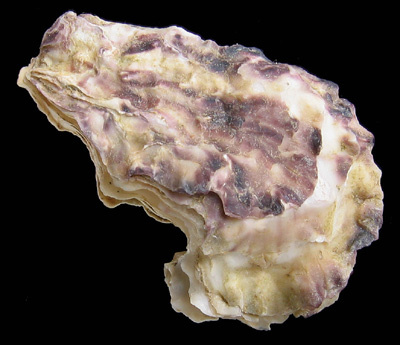
Huître portugaise (Magallana angulata, ex-Crassostrea)

## Liste de genres et espèces
Ce genre comportait jusqu'en 2017 la principale huître commerciale, Crassostrea gigas, renommée déplacée dans le genre Magallana sous le nom Magallana gigas,.
Voici la liste des 25 espèces (7 actuelles et 18 fossiles) du genre Crassostrea selon World Register of Marine Species (13 novembre 2024) :
- Crassostrea aequatorialis (d'Orbigny, 1846)
- Crassostrea antarctogigantea Stilwell, 2000 †
- Crassostrea columbiensis (Hanley, 1846)
- Crassostrea corteziensis (Hertlein, 1951)
- Crassostrea cucullaris (Lamarck, 1819) †
- Crassostrea cymbula (Lamarck, 1806) †
- Crassostrea dorsata (J. De C. Sowerby, 1825) †
- Crassostrea extensa (Deshayes, 1832) †
- Crassostrea ferrarisi (A. d'Orbigny, 1842) †
- Crassostrea gryphoides (Schlotheim, 1813) (Syn. Crassostrea crassissima) †
- Crassostrea mangle Amaral & Simone, 2014
- Crassostrea mutabilis (Deshayes, 1832) †
- Crassostrea patagonica (A. d'Orbigny, 1843) †
- Crassostrea raincourti (Deshayes, 1858) †
- Crassostrea rhizophorae (Guilding, 1828)
- Crassostrea sophiae Pacaud, 2022 † (Syn. Cubitostrea elegans (Deshayes, 1832)[7]) †
- Crassostrea sparnacensis (Defrance, 1832) †
- Crassostrea subangusta (A. d'Orbigny, 1850) †
- Crassostrea subarcuata (Deshayes, 1832) †
- Crassostrea subpunctata (A. d'Orbigny, 1850) †
- Crassostrea transitoria (Hupé, 1854) †
- Crassostrea tulipa (Lamarck, 1819) --  syn. C. gasar : Huître de mangrove (Sénégal)[8]
- Crassostrea vectensis (J. Morris, 1856) †
- Crassostrea vindinonensis Pacaud, 2024 †
- Crassostrea virginica (Gmelin, 1791) -- Huître américaine (ou huître de Virginie, ou encore huître creuse de Virginie, Eastern oyster)

## Systématique
Le nom valide complet (avec auteur) de ce taxon est Crassostrea Sacco, 1897.
Crassostrea a pour synonymes :
- Crassostrea (Angustostrea) Vialov, 1936
- Crassostrea (Crassostrea) Sacco, 1897
- Crassostrea (Cymbulostrea) Vialov, 1936
- Dioeciostrea Orton, 1928
- Gryphaea Lamarck, 1801 sensu Ranson, 1955
- Ostrea (Crassostrea) Sacco, 1897
- Ostrea (Cymbulostrea) Sacco, 1897

## Galerie

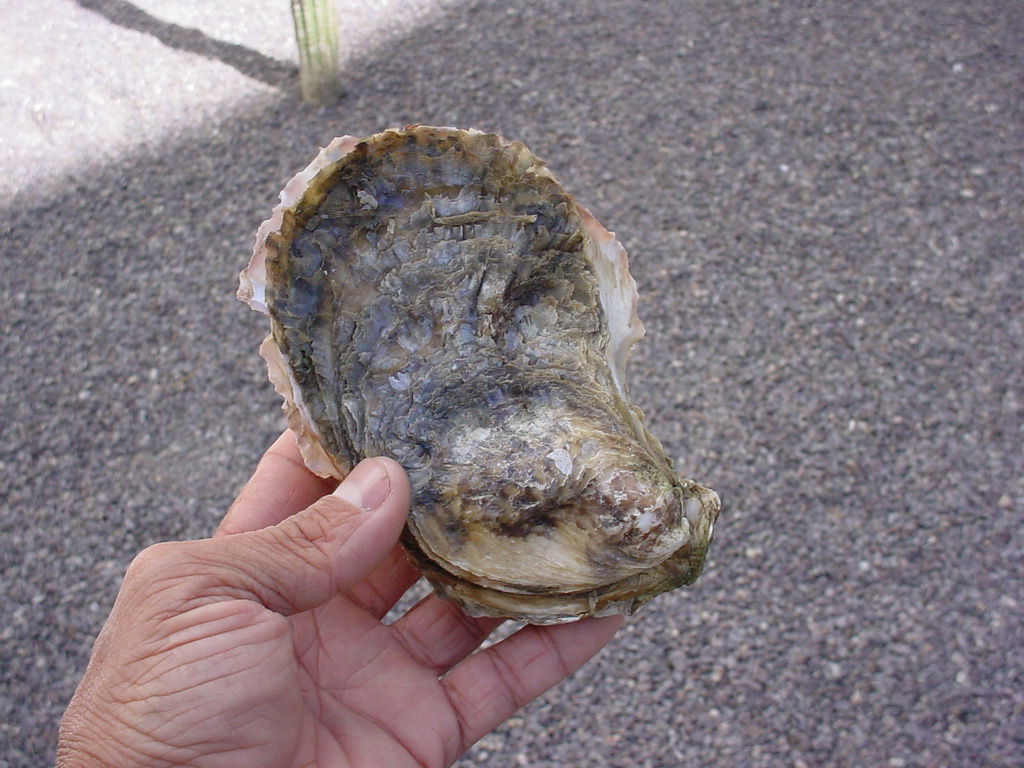
Crassostrea corteziensis
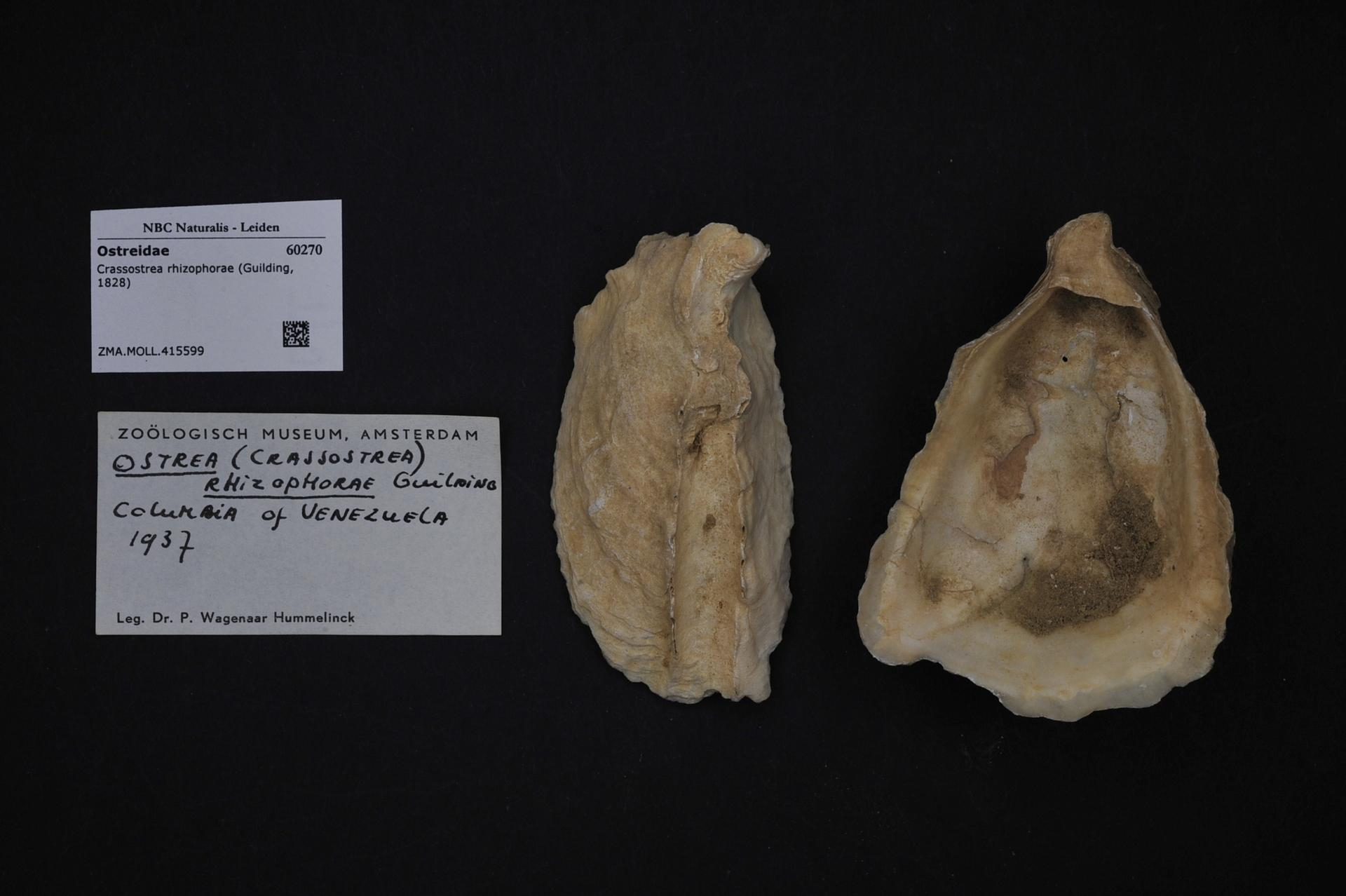
Crassostrea rhizophorae
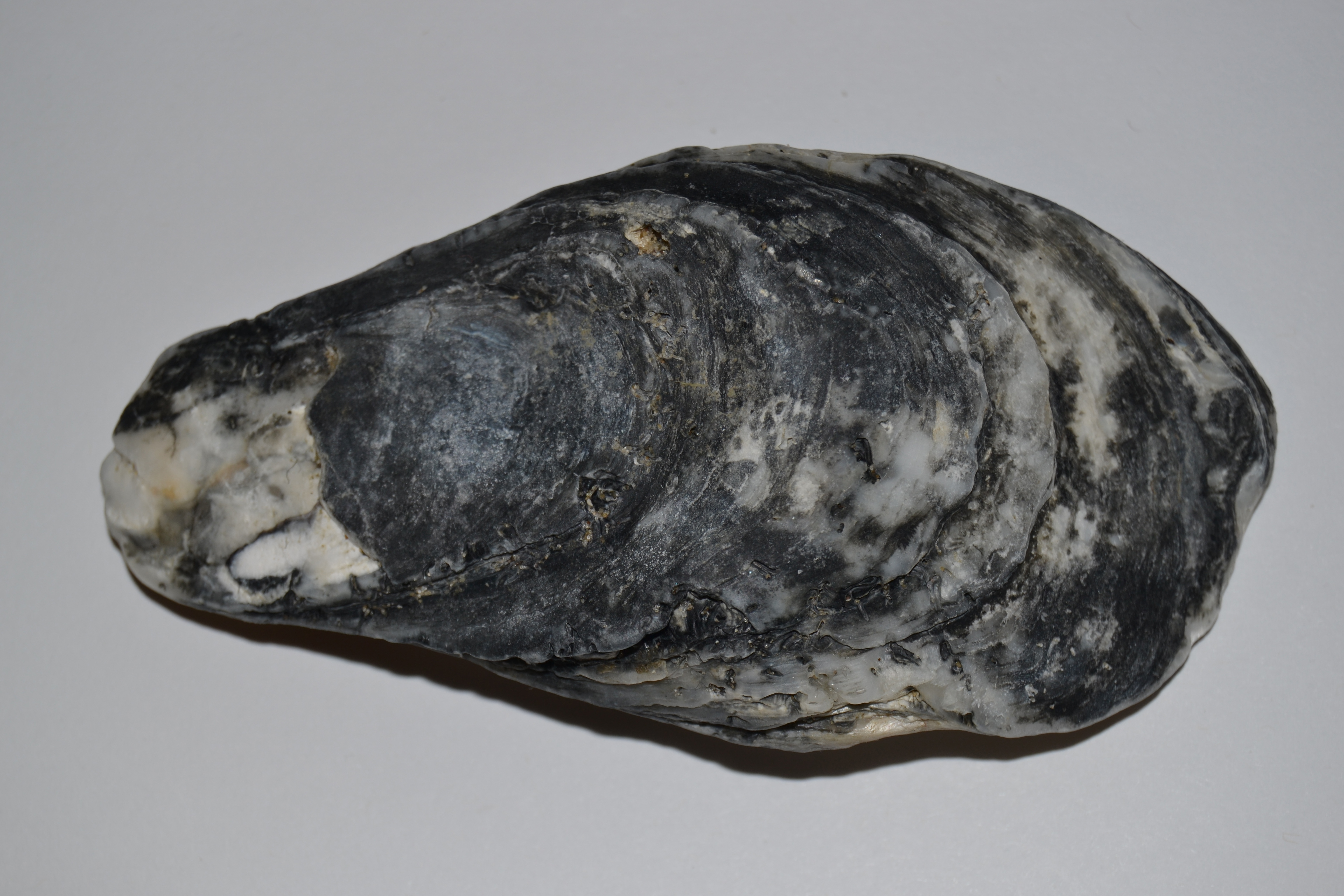
Crassostrea virginica
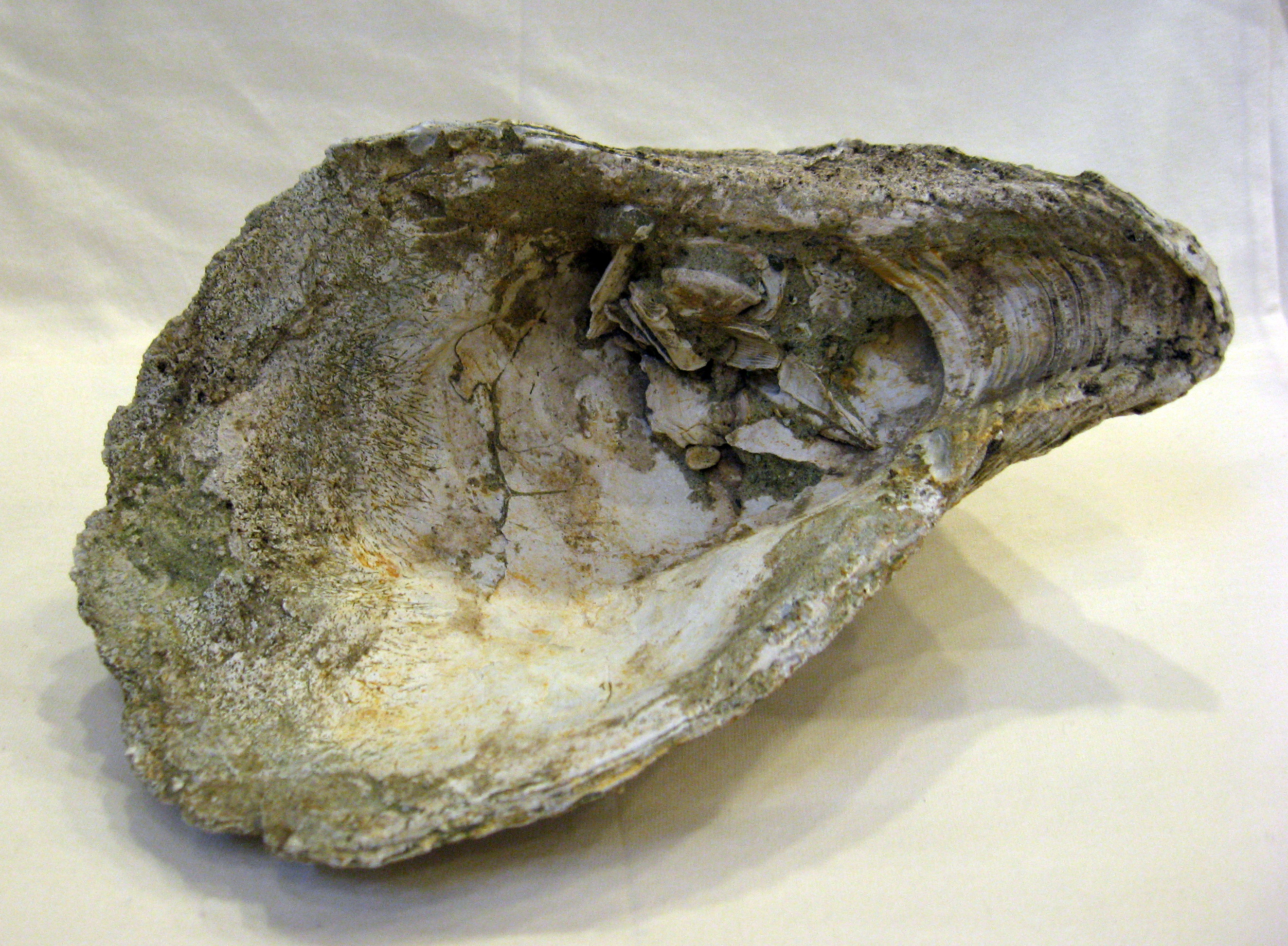
Crassostrea titan (fossile, non listé dans WoRMS mais présent dans la Paleobiology Database[9])
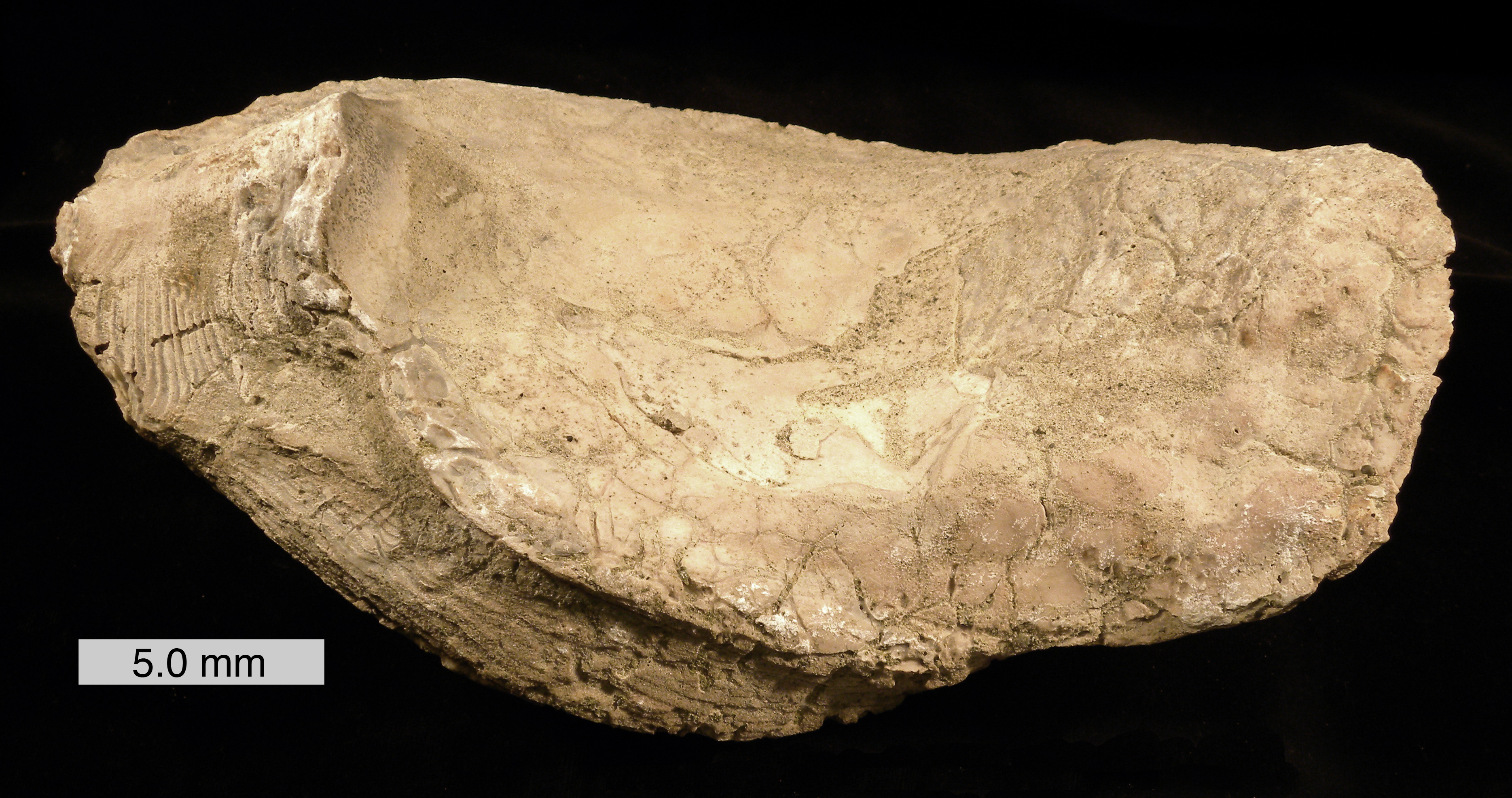
Crassostrea gigantissima (fossile, renommé en Striostrea gigantissima (J. Finch, 1824) †)
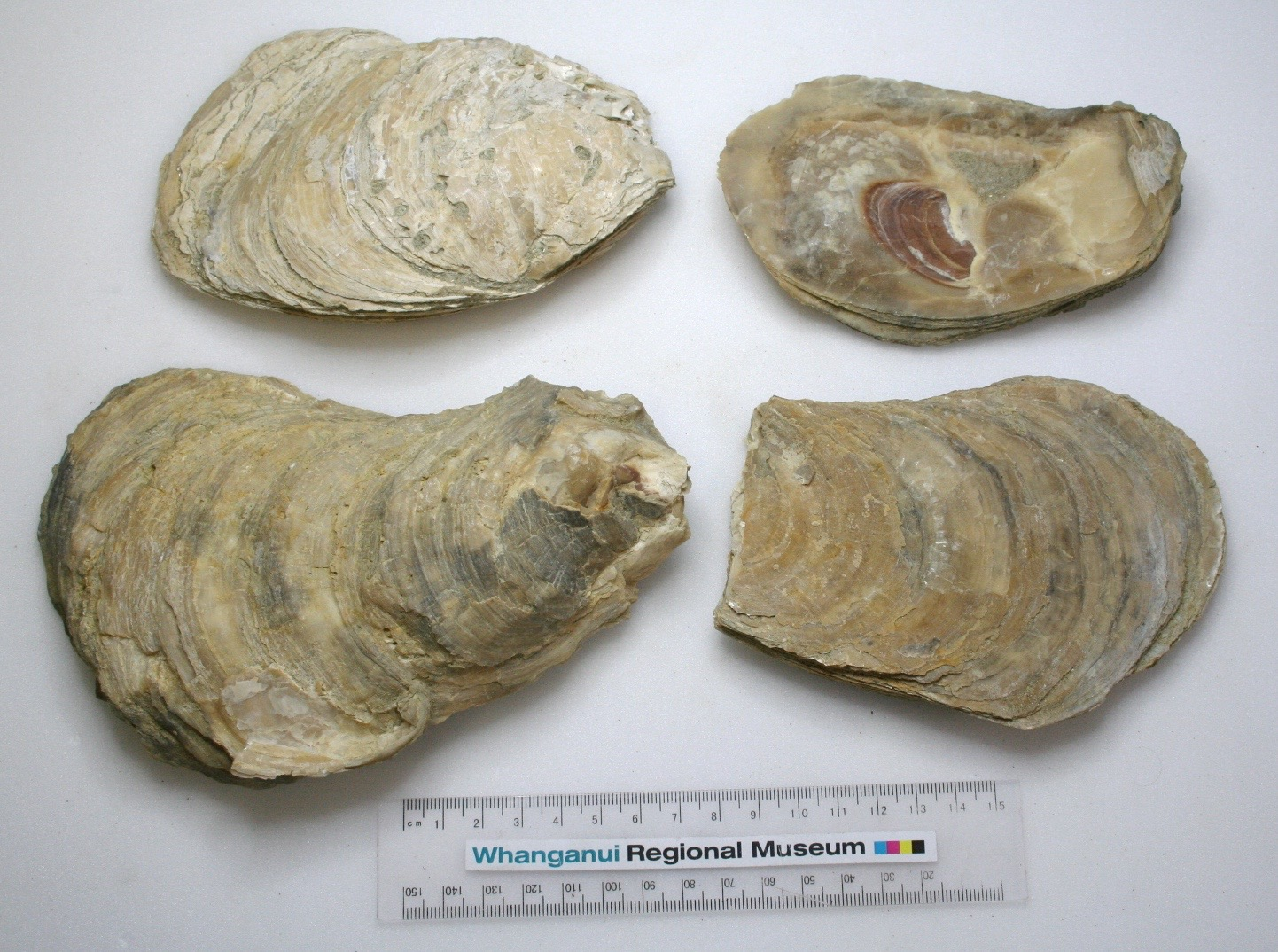
Crassostrea ingens (fossile, renommé en Magallana ingens (Zittel, 1865) †)

### Publication originale
- Sacco F. (1897). I Molluschi dei terreni terziarii del Piemonte e della Liguria, Parte 23 (Ostreidae, Anomiidae, Dimyidae). Bollettino dei Musei di Zoologia ed Anatomia Comparata della R. Università di Torino. 12(298): 99-100. lire